# Целинное (Тайыншинский район)
Целинное (каз. Целинное) — село в Тайыншинском районе Северо-Казахстанской области Казахстана. Село входит в состав Алаботинского сельского округа. Код КАТО — 596035700.

## География
Расположено около озера Жингылдысор.

## Население
В 1999 году население села составляло 290 человек (144 мужчины и 146 женщин). По данным переписи 2009 года, в селе проживало 190 человек (92 мужчины и 98 женщин).